# Cesta ke štěstí (album)
Cesta ke štěstí je druhé studiové album Hany Zagorové nahrané v Studio Dejvice. Album vyšlo roku 1976. Hudební aranžmá vytvořil Babety, Sbor Lubomíra Pánka, Karel Vágner se svým orchestrem, Taneční orchestr Čs. rozhlasu a Václav Hybš se svým orchestrem.

## Seznam skladeb
| Cesta ke štěstí | Cesta ke štěstí                                                | Cesta ke štěstí |
| Pořadí          | Název                                                          | Délka           |
| --------------- | -------------------------------------------------------------- | --------------- |
| 1.              | Cesta ke štěstí (Vítězslav Hádl, Petr Markov)                  | 03:09           |
| 2.              | Ať si šeptají (Jindřich Brabec, Jiří Aplt)                     | 02:40           |
| 3.              | Svět náš (Ota Petřina, Michael Prostějovský)                   | 04:12           |
| 4.              | Prý je mu líp (Bohuslav Ondráček, Michael Prostějovský)        | 03:08           |
| 5.              | Řeka zázraků (Petr Hapka, Zdeněk Rytíř)                        | 04:15           |
| 6.              | Soucit (Jan Obermayer, Miroslav Černý)                         | 03:02           |
| 7.              | Studánko stříbrná (Karel Svoboda, Zdeněk Borovec)              | 02:44           |
| 8.              | Vlaštovčí hnízdo (Vítězslav Hádl, Hana Zagorová)               | 04:24           |
| 9.              | Kdo ví, kde usínáš a s kým (Bohuslav Ondráček, Zdeněk Borovec) | 03:07           |
| 10.             | Jsi mrtvá sezóna (Vítězslav Hádl, Hana Zagorová)               | 04:15           |
| 11.             | Když písně lžou (Ladislav Štaidl, Michael Prostějovský)        | 02:29           |
| Celková délka:  | Celková délka:                                                 | 38:39           |